# Wies
Wies este o comună din landul Baden-Württemberg, Germania.